# Премія Американського інституту кіномистецтва (2015)
15 грудня 2015 року Американський інститут кіномистецтва оголосив 10 найкращих фільмів та 10 найкращих телевізійних програм за 2015 рік. Спеціальну нагороду отримав драматичний телесеріал «Божевільні». Найкращих обирало журі з експертів інституту, до якого увійшли кінознавці, критики та артисти. Урочиста церемонія відбулась 8 січня 2016 року в Лос-Анджелесі.

## 10 найкращих фільмів
- Гра на пониження / The Big Short
- Думками навиворіт / Inside Out
- Зоряні війни: Пробудження Сили / Star Wars: The Force Awakens
- Керол / Carol
- Кімната / Room
- Марсіянин / The Martian
- Міст шпигунів / Bridge of Spies
- Просто із Комптона / Straight Outta Compton
- Шалений Макс: Дорога гніву / Mad Max: Fury Road
- У центрі уваги / Spotlight

## 10 найкращих телевізійних програм
- Американці / The Americans
- Батьківщина / Homeland
- Гра престолів / Game of Thrones
- Імперія / Empire
- Краще подзвоніть Солу / Better Call Saul
- Майстер не на всі руки / Master of None
- Містер Робот / Mr. Robot
- Нереально / UnREAL
- Темніють / Black-ish
- Фарго / Fargo

## Спеціальна нагорода
- Божевільні / Mad Men